# Darja Varfolomeev
Darja Varfolomeev (en ruso: Дарья Варфоломеев; Barnaúl, Rusia, 4 de noviembre de 2006) es una deportista alemana de origen ruso que compite en gimnasia rítmica, en la modalidad individual.
Participó en los Juegos Olímpicos de París 2024, obteniendo una medalla de oro en la prueba individual.
Ganó once medallas en el Campeonato Mundial de Gimnasia Rítmica, en los años 2022 y 2023, y siete medallas en el Campeonato Europeo de Gimnasia Rítmica entre los años 2022 y 2025.

## Palmarés internacional
| Juegos Olímpicos   | Juegos Olímpicos   | Juegos Olímpicos  | Juegos Olímpicos    |
| Año                | Lugar              | Medalla           | Prueba              |
| ------------------ | ------------------ | ----------------- | ------------------- |
| 2024               | París (Francia)    | Medalla de oro    | Individual          |
| Campeonato Mundial |                    |                   |                     |
| Año                | Lugar              | Medalla           | Prueba              |
| 2022               | Sofía (Bulgaria)   | Medalla de oro    | Mazas               |
| 2022               | Sofía (Bulgaria)   | Medalla de plata  | Pelota              |
| 2022               | Sofía (Bulgaria)   | Medalla de plata  | Concurso individual |
| 2022               | Sofía (Bulgaria)   | Medalla de plata  | Equipo              |
| 2022               | Sofía (Bulgaria)   | Medalla de bronce | Aro                 |
| 2023               | Valencia (España)  | Medalla de oro    | Concurso individual |
| 2023               | Valencia (España)  | Medalla de oro    | Pelota              |
| 2023               | Valencia (España)  | Medalla de oro    | Aro                 |
| 2023               | Valencia (España)  | Medalla de oro    | Mazas               |
| 2023               | Valencia (España)  | Medalla de oro    | Cinta               |
| 2023               | Valencia (España)  | Medalla de plata  | Equipo              |
| Campeonato Europeo |                    |                   |                     |
| Año                | Lugar              | Medalla           | Prueba              |
| 2022               | Tel Aviv (Israel)  | Medalla de bronce | Pelota              |
| 2022               | Tel Aviv (Israel)  | Medalla de bronce | Mazas               |
| 2023               | Bakú (Azerbaiyán)  | Medalla de oro    | Cinta               |
| 2024               | Budapest (Hungría) | Medalla de oro    | Cinta               |
| 2024               | Budapest (Hungría) | Medalla de bronce | Concurso individual |
| 2025               | Tallin (Estonia)   | Medalla de oro    | Cinta               |
| 2025               | Tallin (Estonia)   | Medalla de bronce | Concurso individual |